# Ciampino
Ciampino es un municipio italiano de 38.000 habitantes de la provincia de Roma. Se sitúa a 15 kilómetros de la capital de la provincia. Cerca de la ciudad se encuentra el aeropuerto de Ciampino.

## Demografía
| Gráfica de evolución demográfica de Ciampino entre 1861 y 2001 |
|                                                                |
| Fuente ISTAT - elaboración gráfica de Wikipedia                |

- Datos: Q242513
- Multimedia: Ciampino / Q242513

1. ↑  Worldpostalcodes.org, código postal n.º 00043.
2. ↑  «Codici Catastali». Comuni-italiani.it (en italiano). Consultado el 29 de abril de 2017.